# Jason Rubin
Jason Rubin (nascido em 1970) é um diretor norte-americano de videojogos, cartunista e escritor. Ele é mais conhecido pelos jogos Crash Bandicoot e Jak and Dexter, que foram criados pela Naughty Dog, o estúdio de desenvolvimento de jogos fundado por ele e seu amigo de infância e parceiro, Andy Gavin, em 1986. Foi o presidente da THQ antes de sua falência e consequente fechamento em 23 de janeiro de 2013.

## Carreira
Rubin e Andy Gavin fundaram a Naughty Dog em 1986. No mesmo ano, publicaram seu primeiro jogo, Sky Crazed. Em 1989, venderam à Eletronic Arts um RPG chamado Keef The Thief.
Durante a faculdade, colaborou com Gavin para criar o jogo Rings of Power, um outro RPG. Originalmente, o jogo seria produzido para PC, mas acabou sendo desenvolvido para o console Mega Drive.
Depois de serem persuadidos por Trip Hawkins, o fundador da Eletronic Arts, Rubin e Gavin começaram a criar o jogo Way of the Warrior, inspirando-se grandemente em Mortal Kombat. O jogo seria produzido para o console 3DO. Após uma demostração na CES, Skip Paul, que então era chefe da Universal Interactive Studios, mostrou-se interessado pelo jogo. Rubin e Gavin, então, assinaram um contrato para desenvolver três jogos para a Universal, um dos quais era um jogo de plataforma 3D inspirado em Donkey Kong Country, intitulado Crash Bandicoot.
Crash Bandicoot foi um grande sucesso, gerando três continuações produzidas pela Naughty Dog.
Nos 18 anos trabalhando juntos na Naughty Dog, Rubin e Andy criaram 14 jogos: Math Jam (1985), Ski Crazed (1986), Dream Zone (1987), Keef the Thief (1989), Rings of Power (1991), Way of the Warrior (1994), Crash Bandicoot (1996), Crash Bandicoot 2: Cortex Strikes Back (1997), Crash Bandicoot: Warped (1998), Crash Team Racing (1999), Jak and Daxter: The Precursor Legacy (2001), Jak II (2003), Jak 3 (2004) e Jak X: Combat Racing (2005). Juntos, esses jogos renderam mais de um bilhão de dólares.
Após um discurso polêmico no D.I.C.E Summit de 2004, em que criticou publicadores de videojogos por não reconhecerem e incentivarem aqueles responsáveis por criar jogos, Rubin anunciou publicamente sua saída da Naughty Dog.
Em maio de 2012, Rubin juntou-se à publicadora de videojogos THQ como presidente e responsável pelo desenvolvimento internacional de novos produtos, marketing e publicações. À época, a empresa já havia demitido centenas de seus empregados; e suas ações haviam perdido 99% de seu valor, quando comparado ao seu ápice.
Na E3 2014, foi anunciado que Rubin se juntaria ao Oculus VR, chefiando as iniciativas de first-party em Seattle, San Francisco, Menlo Park, Dallas e Irvine.